# Denver Broncos 1994
La stagione 1994 dei Denver Broncos è stata la 25ª della franchigia nella National Football League, la 35ª complessiva e la seconda e ultima con Wade Phillips come capo-allenatore.

## Scelte nel Draft 1994
- Allen Aldridge, LB, Houston
- Randy Fuller, CB, Tennessee State
- Keith Burns, LB, Oklahoma State
- Butler By'not'e, CB, Ohio State
- Tom Nalen, C, Boston College

## Calendario
| Stagione regolare |                    |                        |                    |                    |
| Turno             | Data               | Avversario             | Risultato          | Pubblico           |
| 1                 | 4/9/1994           | San Diego Chargers     | S 37–34            | 74,032             |
| 2                 | 11/9/1994          | at New York Jets       | S 25–22            | 73,436             |
| 3                 | 18/9/1994          | Los Angeles Raiders    | L 48–16            | 75,764             |
| 4                 | 26/9/1994          | at Buffalo Bills       | S 27–20            | 75,373             |
| 5                 | Settimana di pausa | Settimana di pausa     | Settimana di pausa | Settimana di pausa |
| 6                 | 9/10/1994          | at Seattle Seahawks    | V 16–9             | 63,872             |
| 7                 | 17/10/1994         | Kansas City Chiefs     | S 31–28            | 75,151             |
| 8                 | 23/10/1994         | at San Diego Chargers  | V 20–15            | 61,626             |
| 9                 | 30/10/1994         | Cleveland Browns       | V 26–14            | 73,190             |
| 10                | 6/11/1994          | at Los Angeles Rams    | S 27–21            | 48,103             |
| 11                | 13/11/1994         | Seattle Seahawks       | V 17–10            | 71,290             |
| 12                | 20/11/1994         | Atlanta Falcons        | V 32–28            | 70,594             |
| 13                | 27/11/1994         | Cincinnati Bengals     | V 15–13            | 69,714             |
| 14                | 4/12/1994          | at Kansas City Chiefs  | V 20–17            | 77,631             |
| 15                | 11/12/1994         | at Los Angeles Raiders | S 23–13            | 60,016             |
| 16                | 17/12/1994         | at San Francisco 49ers | S 42–19            | 64,884             |
| 17                | 24/12/1994         | New Orleans Saints     | S 30–28            | 64,445             |

## Classifiche
| AFC West               | AFC West | AFC West | AFC West | AFC West | AFC West | AFC West | AFC West |
|                        | V        | S        | P        | %        | PF       | PS       | Str:     |
| ---------------------- | -------- | -------- | -------- | -------- | -------- | -------- | -------- |
| (2) San Diego Chargers | 11       | 5        | 0        | .688     | 381      | 306      | V2       |
| (6) Kansas City Chiefs | 9        | 7        | 0        | .563     | 319      | 298      | V2       |
| Los Angeles Raiders    | 9        | 7        | 0        | .563     | 303      | 327      | S1       |
| Denver Broncos         | 7        | 9        | 0        | .438     | 347      | 396      | S3       |
| Seattle Seahawks       | 6        | 10       | 0        | .375     | 287      | 323      | S2       |